# Neocalyptis nematodes
Neocalyptis nematodes es una especie de polilla del género Neocalyptis, categorizada en la tribu Archipini, de la subfamilia Tortricinae.

## Distribución
Se distribuye por Filipinas.

## Taxonomía
Fue descrita por Meyrick en 1928 y publicada en (Capua), Exotic Microlepid. 3: 452.